# Алтай СК
Алтай Спор Кулюбю (на турски: Altay Spor Kulübü) е турски професионален футболен клуб, от град Измир. Клубът е по-известен просто като Алтай. Те играят домакинските си мачове на стадион Алсанджак Мустафа Денизли с капацитет 15 000 места.

## История
„Алтай“ заема важно място в историята на турския футбол. Той е основан на 16 януари 1914 година в Измир. Първоначалната цел за създаването на клуба е да обедини местната младеж като се занимава със спорт. При османското управление турските футболисти не могат да се състезават. Масовият спорт е бил извън закона. Създаването на „Алтай“ е било подкрепено от много видни турски политици от тази епоха. Президентът на Турция Махмуд Баяр влага много сили в създаването на клуба и неговата поддръжка. Привържениците и футболистите на „Алтай“ играят важна роля в обединението на турската община по време на турската война за независимост.

## Успехи

### Национални
- Турска Суперлига
  -  Трето място (3): 1956/57, 1969/70, 1976/77.
- Купа на Турция
  -  Носител (2): 1966/67, 1979/80.
  -  Финалист (5): 1963/64, 1967/68, 1971/72, 1978/79, 1985/86
- Суперкупа на Турция:
  -  Финалист (2): 1967, 1980
- Купа на Турската футболна федерация
  -  Носител (1): 2006/07
  -  Финалист (1): 1963/64
- Суперкупа на Премиер министъра:
  -  Финалист (3): 1972, 1979, 1986
- Купа Орган Доган:
  -  Финалист (18): 1936, 1937, 1945, 1946, 1947, 1948, 1949, 1950, 1958, 1961, 1968, 1973, 1974, 1975, 1984, 2004, 2005, 2021
- Купа Айчилек Доган:
  -  Финалист (2): 1973, 1978
- Купа Торе Доган:
  -  Финалист (1): 1976
- Купа Айдън Доган:
  -  Финалист (3): 1963, 1964, 1986
- Първа лига
  -  Победител (1): 2001/02
- Втора лига
  -  Победител (2): 1992/93, 1996/97

### Регионални
- Професионална лига на Измир:
  -  Шампион (2): 1956/57, 1957/58
- Измирска футболна лига:
  -  Шампион (14, рекорд): 1923/24, 1924/25, 1927/28, 1928/29, 1930/31, 1933/34, 1936/37, 1940/41, 1945/46, 1947/48, 1950/51, 1953/54, 1956/57, 1957/58

## Български футболисти
- Ружин Керимов: 1986/87
- Илиан Илиев: 1993 (наем) - (12 мача - 3 гола)
- Владко Шаламанов: 1995/98 - (56 мача - 21 гола)
- Иван Иванов: 2018 - (8 мача - 0 гола)